# Lontslot

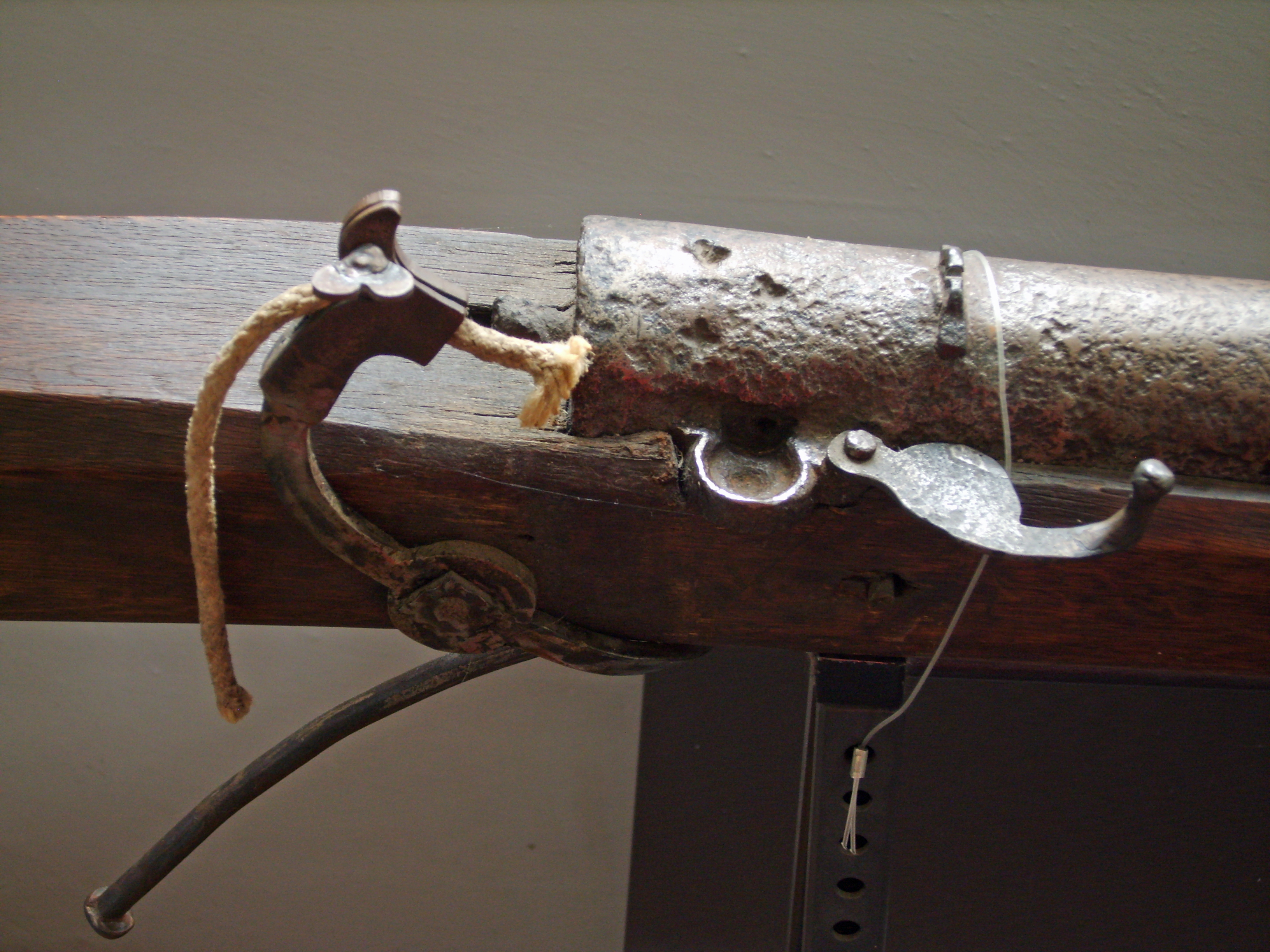
Lontslot van een Duitse haakbus. De haan is direct gekoppeld aan de hendel en beweegt de lont in de kruitpan

Een lontslot is een afvuurmechanisme waarmee door middel van een smeulende lont een handvuurwapen (zoals haakbus, musket of vuurroer) kan worden afgeschoten.
Het lontslot is in de Middeleeuwen met de ontwikkeling van de handvuurwapens ontstaan. Het was het eerste veelgebruikte afvuurmechanisme waarbij het vuurwapen met twee handen kon worden vastgehouden tijdens het schieten, wat de trefzekerheid flink vergrootte.
De lont werd voor elk schot in de haan geplaatst en moest constant gloeiend worden gehouden. Bij het overhalen van de afvuurhendel of (later) trekker bewoog de haan naar beneden en werd de lont in de pan gedrukt waarin zich het kruit bevond. Het pankruit kwam tot ontbranding; de vlam sloeg door het zundgat in de loop en ontbrandde daar de lading die de kogel afvuurde. 
Door standaardisatie van de musketten en roers, en het ontwikkelen van een exercitie in de 17e eeuw nam de effectiviteit van vuurwapens op het slagveld toe. De laadprocedure van het lontslotmusket bleef echter zeer omslachtig: een geoefend schutter loste 1 keer per minuut een schot.
Een doorontwikkeling van het lontslot was het lontslagslot, die de lont met een springveer in de kruitpan liet slaan. Dit had als voordeel dat het schot sneller afging dan met de hendelbeweging van het normale lontslot en dat het schot daarmee zuiverder werd, maar het had als nadeel dat de lont kon doven door de kracht van de inslag. 
In de zestiende en zeventiende eeuw werden andere afvuurmechanismen uitgevonden, zoals het tondelslot, radslot en snaphaanslot. Deze vonden al gauw hun weg naar jagers- en privéwapens (en roversbenden), maar werden te duur of te ingewikkeld geacht voor algemeen militair gebruik (met uitzondering van de cavalerie, die wel snel op radsloten overstapte). Pas toen het vuursteenslot ten tonele verscheen, stapten de meeste krijgsmachten over. Het lontslot was op dat moment meer dan tweehonderd jaar in gebruik.